# Zapp AG
Die Zapp AG, auch Zapp-Gruppe genannt, ist eine Unternehmensgruppe der Metallverarbeitung. Führungsgesellschaft der Gruppe ist die Zapp Precision Metals GmbH mit Hauptsitz in Schwerte-Ergste. Die Gruppe ist ein führender Hersteller metallischer Präzisions-Halbzeuge und spezialisiert auf die Kaltumformung rostfreien Edelstahls, Titans, C-Stahls und Sonderwerkstoffen zu Band, Draht, Stab, und Profil.

## Geschichte
Die Geschichte der Familie Zapp reicht in das Jahr 1701 zurück, als Hermann Zapp, Vater von Engelberth Zapp, mit der Stahlproduktion nördlich von Ründeroth im Tal der Leppe anfing. Er erwarb einen Eisenhammer und meldete ein Gewerbe an.
1852 wurde der erste Puddelofen für Stahl gleichbleibender Qualität gebaut. Fünf Generationen lang wurde dort Stahl produziert. Auch Krupp kaufte Raffinierstahl bei Zapp. Als 1857 die Weltwirtschaftskrise Zapp in eine finanzielle Schieflage brachte, wurde das Unternehmen verkauft. Dem Stahl blieb man jedoch treu.
1869 verließ Robert Zapp Ründeroth und gründete 1871 in Düsseldorf die Stahlhandelsgesellschaft Zapp (heute: Zapp AG), wobei er sich insbesondere auf den europaweiten Vertrieb englischer Spezialstähle konzentrierte. Zapp hatte zuvor in England Eisenhüttenwesen und das Bessemer-Verfahren studiert und verwendete nun sein Know-how für die Produktion von Spezialstahl. Doch die neuen Stahlsorten waren erklärungsbedürftig. Die Wettbewerbsvorteile, die sich daraus ergaben, verlangten eine intensive Zusammenarbeit mit den Werkzeugmachern.
Im Laufe der Zeit wurde das Sortiment immer breiter. Ab 1913 führte die Vertriebsorganisation den neuen Kruppstahl Nirosta ein, ab 1927 das neue Hartmetall Widia.
1926 übernahm die Firma Robert Zapp das Stahlwerk Ergste, das sich auf die Kaltumformung von nicht rostendem Stahl spezialisiert hatte. 70 Jahre lang gingen beide Unternehmen weitgehend unabhängig voneinander ihren Geschäften nach. In der Nachkriegszeit konzentrierte sich das Handelshaus Robert Zapp auf die neuartigen Hochleistungswerkstoffe und baute sein Filialnetz aus. Das Stahlwerk Ergste dagegen verlagerte in dieser Zeit seine Produktion mehr und mehr zu den hochlegierten und neuen Spezialstählen und baute seine Sonderstellung unter den Ziehereien und Kaltwalzwerken aus. In den sechziger Jahren entschied man, sich ganz auf den Bereich der rost-, säure- und hitzebeständigen Stähle zu konzentrieren.
1991 kaufte das Stahlwerk Ergste das Stahlwerk Westig in Unna hinzu. 1995 schlossen sich die beiden Unternehmen zum Stahlwerk Ergste Westig zusammen. In den Folgejahren wurden Produktionswerke in den USA in Summerville (South Carolina) und Dartmouth (Massachusetts) errichtet, dem zweitwichtigsten Markt nach Europa.
1998 wurden die Unternehmen der Gruppe in eine familienkontrollierte Aktiengesellschaft zusammengeführt. Seit dieser Zeit expandierte das Unternehmen vor allem in den USA, Deutschland und China. Dabei wurden in Deutschland die Firmen Ferd. Wagner GmbH in Pforzheim, sowie Euro Titan Handels GmbH in Ratingen von der Zapp-Gruppe übernommen und die Zapp Precision Metals (Taicang) Co., Ltd. In China gegründet. In den USA wuchs die Zapp-Gruppe auch durch Unternehmenskäufe.
Als weiteren Schritt in Richtung eines einheitlichen internationalen Marktauftritts wurden 2013 Zapp Medical Alloys GmbH und Ferd. Wagner GmbH auf die Stahlwerk Ergste Westig GmbH verschmolzen.
Zudem wurde Stahlwerk Ergste Westig GmbH in Zapp Precision Metals GmbH umfirmiert, um das Kerngeschäft als Nischenanbieter für Präzisionsprodukte international besser zum Ausdruck zu bringen. Parallel dazu wurde Robert Zapp Werkstofftechnik in Zapp Materials Engineering und Robert Zapp Service-GmbH in Zapp Systems GmbH umfirmiert.
2018 übernahm die Zapp-Gruppe den Geschäftsbereich Sandvik Stainless Wire von Sandvik und erweiterte den Standort in den nächsten Jahren durch zusätzliche Anlagen.
In 2020 wurde ein neues Service Center für Sonderwerkstoffe und Hochleistungswerkstoffe in Unna errichtet. Die Zapp Materials Engineering GmbH in Ratingen mit ihren beiden Produktbereichen Tooling Alloys und High Performance Alloys wurde zum 1. Januar 2022 auf die Zapp Precision Metals GmbH verschmolzen. Im selben Jahr wurde die Profilfertigung von Pforzheim nach Schwerte verlagert.
2023 erfolgte die Grundsteinlegung für die neue Folienfertigung am Standort Unna. Der Konzern investierte 75 Mio. Euro in den Ausbau seines Standorts in Unna, einschließlich einer 12.500 m² großen Produktionshalle für metallische Halbzeuge, eines Service Centers und eines neuen Zentralversands. Der Neubau soll außerdem Arbeitsplätze schaffen. Ab 2026 wird die Produktion von dünnsten Folien in noch breiteren Abmessungen für OLED-Displays aufgenommen. Diese innovativen Folien werden in Smartphones, Tablets und Autos zum Einsatz kommen und die Technologie weiter vorantreiben.
Im Rahmen einer nachhaltigen Energiepolitik hat Zapp in 2024 die Anschaffung und Inbetriebnahme mehrerer Photovoltaikanlagen (PV-Anlagen) weltweit an unterschiedlichen Standorten vorangetrieben. Die jährlichen CO2-Einsparungen durch die neuen PV-Anlagen sind erheblich und tragen maßgeblich zur Reduzierung unseres ökologischen Fußabdrucks bei. Durch die Nutzung erneuerbarer Energien leistet Zapp einen wichtigen Beitrag zum globalen Klimaschutz und zur Erhaltung der Umwelt für zukünftige Generationen.

## Beteiligung an Kartellen
Das Bundeskartellamt hat gegen insgesamt zehn Edelstahlunternehmen, darunter die Zapp Precision Metals GmbH, eine Tochtergesellschaft der Zapp AG, zwei Branchenverbände und siebzehn verantwortliche Personen im Juli 2018 sowie im Nachgang bis Juli 2021 wegen Kartellverstößen Geldbußen in Höhe von insgesamt 355 Millionen Euro verhängt.
Gegenstand des Kartells war zum einen das Grundverständnis, nach dem Auslaufen des Vertrags über die Gründung der Europäischen Gemeinschaft für Kohle und Stahl (EGKS), der von Mitte 1952 bis Mitte 2002 zahlreiche Sonderregelungen für die Stahlindustrie u. a. bei der Preissetzung vorsah, die bis dahin bestehenden Marktverhältnisse zu erhalten. Zum anderen und insbesondere hatten die beteiligten Stahlhersteller, zu denen die Zapp Precision Metals GmbH als lediglich Stahl weiterverarbeitendes Unternehmen allerdings nicht gehörte, Absprachen über Preise und Preisbestandteile wie die Berechnungsweise von Schrott- und Legierungszuschlägen abgestimmt und wettbewerblich sensible Informationen ausgetauscht, darunter ArcelorMittal, die Saarstahl AG, Voestalpine und Dörrenberg Edelstahl.
Eingeleitet wurde das Verfahren mit einer branchenweiten Durchsuchung im November 2015 infolge eines Kronzeugenantrages der voestalpine AG, Linz, Österreich. In Anwendung der Bonusregelung des Bundeskartellamtes wurde gegen die voestalpine keine Geldbuße verhängt.

## Produkte
Die Kernkompetenzen des Unternehmens liegen in der Kaltumformung rostfreier metallischer Werkstoffe in den Produktformen Band, Draht, Stab und Profil zu Präzisions-Halbzeugen. Verarbeitet werden vor allem austenitische, ferritische und martensitische Edelstähle, Nickel- und Nickelbasislegierungen, Kobaltbasislegierungen, aber auch Titan und Titanlegierungen. Hinzu kommen Handel und Service-Center für Sonderwerkstoffe und Werkzeuglegierungen.
Eine eigene Forschungs- & Entwicklungsabteilung ermöglicht die Lösung komplizierter technischer Herausforderungen.

## Standorte
Die weltweiten Standorte der Produktionsstätten, Beratungs- und Servicecenter befinden sich in Schwerte, Unna, Ratingen, Sheffield (Großbritannien), Sandviken (Schweden), Summerville (SC), Dartmouth (MA), Santa Fe Springs (CA), Stratford (CT), Pearland (TX), Pleasant Prairie (WI), Taicang (China), Hongkong, Seoul (Südkorea), Tokio (Japan) und Pune (Indien).

## Gesellschaften der Zapp AG
Die Gruppe verfügt über mehrere Gesellschaften in Deutschland, GB, USA und China.

### Unternehmen in Europa
- Zapp AG, Ratingen, Deutschland
- Zapp Precision Metals GmbH, Schwerte, Unna, Ratingen, Deutschland
- Zapp Systems GmbH, Schwerte, Deutschland
- Zapp (GB) Ltd., Sheffield, Großbritannien
- Zapp Precision Metals (Sweden) AB, Sandviken, Schweden

### Unternehmen in USA
- Zapp Precision Strip Inc., Dartmouth (MA), Stratford (CT), Santa Fe Springs (CA)
- Zapp Precision Wire Inc., Summerville (SC), Pearland (TX)
- Zapp Tooling Alloys Inc., Pleasant Prairie (WI)

### Unternehmen in Asien
- Zapp Precision Metals (Taicang) Co., Ltd., Taicang, China
- Zapp Precision Metals (Hongkong) Co., Ltd., Hongkong
- Zapp Precision Metals (India) Pvt., Ltd., Pune, Indien
- Zapp Precision Metals (Japan) Co., Ltd., Tokio, Japan
- Zapp Precision Metals South Korea, Seoul, Südkorea